# Phyllanthus ruber
Phyllanthus ruber là một loài thực vật có hoa trong họ Diệp hạ châu. Loài này được (Lour.) Spreng. miêu tả khoa học đầu tiên năm 1826.